# Eremiaphila yemenita
Eremiaphila yemenita è una specie di mantide religiosa appartenente al genere Eremiaphila originaria dello Yemen.